# M2 Half Track Car
Le M2 Half Track Car est une autochenille blindée produite par les États-Unis pendant la Seconde Guerre mondiale à partir de 1940. Le M2 est initialement conçu pour être utilisé comme un tracteur d'artillerie, mais il sert aussi dans des unités de reconnaissance.

## Développement
La conception du M2 Half Track Car s'appuie sur des autochenilles amenées de France dans les années 1930 et elle emploie des composants standards fournis par les constructeurs de camions américains pour accélérer la production et réduire les coûts. Les premiers prototypes avant de prendre la dénomination M2 ont été fabriqués par la Firestone Tire and Rubber Company. La production en masse est effectuée par la White Motor Company à partir de 1940, puis elle est élargie à l'Autocar Company.

## Service
Les premiers M2 sont mis en service en 1941, et utilisés aux Philippines, en Afrique du Nord et en Europe par l'United States Army et dans le Pacifique par l'United States Marine Corps. Environ 800 M2 et M9 halftracks sont envoyés à l'Union soviétique. Beaucoup de véhicules restants initialement destinés au crédit-bail sont transférés à d'autres alliés américains, principalement en Amérique du Sud. Ces véhicules ont souvent reçu un certain nombre de mises à niveau conçues pour prolonger la durée de vie. La Garde nationale du Nicaragua reçoit 10 M2 en 1942, qui participent notamment à la révolution sandiniste dans les années 1978-1979. L'armée argentine retire du service son dernier M9 en 2006 et les donne à la Bolivie.
En 1947, le constructeur finlandais de véhicules lourds Vanajan Autotehdas (en) achète 425 M2 des stocks excédentaires alliés situés en France et en Allemagne. Les véhicules sont livrés sans blindage. 359 unités sont transformées en véhicules de déblaiement pour les champs et la forêt, certaines ont été démolis pour les pièces et 60 ont été équipées d'essieux arrière classiques et ont été converties en camions 4 × 4 ou 4 × 2. Les dernières unités ont été vendues en 1952.